# Моуклер, Шэнна
Шэнна Моуклер (англ. Shanna Moakler; род. 28 марта 1975, Провиденс) — американская фотомодель и актриса.

## Биография
Шэнна Линн Моуклер родилась 28 марта 1975 года в Провиденс, Род-Айленд, США. Её отец — стоматолог, у которого Шэнна была младшей из четверых детей. После окончания «Barrington High School» в Бэррингтоне, Род-Айленд, Шэнна переехала в Майами, где начала карьеру фотомодели. В 1995 году выиграла конкурс красоты «Мисс Нью-Йорк» и стала вице-Мисс США.
В 1996 году она дебютировала в кино. С 1998 по 2000 год снималась в сериале «Полицейские на велосипедах».

## Личная жизнь
В 1997 году Шэнна некоторое время встречалась с рок-певцом Билли Айдолом.
В 1998—1999 года встречалась с боксером Оскаром де ла Хойей, от которого имеет дочь Атиану Сесилию де ла Хойю (р. 29.03.1999).
В 2001 году у Шэнны были непродолжительные отношения с актёром Деннисом Куэйдом.
С 2004 по 2008 год она была замужем за барабанщиком Трэвисом Баркером, от которого имеет двоих детей: Лэндон Эшер Баркер (р. 09.10.2003) и Алабама Луэлла Баркер (р. 24.12.2005).

## Фильмография
| Год       |    | Русское название                          | Оригинальное название                        | Роль                 |
| --------- | -- | ----------------------------------------- | -------------------------------------------- | -------------------- |
| 1996      | с  | Строго на юг                              | Due South                                    | вторая жена          |
| 1996      | с  | Лоис и Кларк: Новые приключения Супермена | Lois & Clark: The New Adventures of Superman | красотка             |
| 1997      | тф | Смертельные соперницы                     | Friends 'Til the End                         | Лиза                 |
| 1997      | в  | Ядовитый плющ: Новое совращение           | Poison Ivy: The New Seduction                | Джейми               |
| 1998      | ф  | Певец на свадьбе                          | The Wedding Singer                           | стюардесса №3        |
| 1998      | с  | Полицейский во времени                    | Timecop                                      | Эллисон Кендалл      |
| 1998      | ф  | Рассказывая тебе                          | Telling You                                  | Черил Тэнгерей       |
| 1998      | ф  |                                           | Sugar: The Fall of the West                  | девушка              |
| 1998—2000 | с  | Полицейские на велосипедах                | Pacific Blue                                 | офицер Моника Харпер |
| 1999      | ф  | К черту любовь                            | Love Stinks                                  | Тауни                |
| 2001      | ф  | Критическая масса                         | Critical Mass                                | Александра           |
| 2003      | ф  | Поли Шор мёртв                            | Pauly Shore Is Dead                          | Джейл Хукер          |
| 2004      | ф  | Лицензия на измену                        | Seeing Other People                          | Кейси                |
| 2005      | с  | Джоуи                                     | Joey                                         | Маришка              |
| 2005      | с  | Джейк вчера, сегодня, завтра              | Jake in Progress                             | Джози                |
| 2006      | с  |                                           | Prescriptions                                | Дени Лейн            |
| 2006      | ф  | Дом большой мамочки 2                     | Big Momma's House 2                          | Петра                |
| 2006      | с  | C.S.I.: Место преступления                | CSI: Crime Scene Investigation               | Джей-леди            |
| 2007      | с  | Красавцы                                  | Entourage                                    | Келси                |
| 2010      | с  | Морская полиция: Спецотдел                | NCIS: Naval Criminal Investigative Service   | Мисси Доукинс        |
| 2013      | с  | Болота                                    | The Glades                                   | женщина на пляже     |
| 2016      | с  |                                           | Back Stabber                                 | агент Локхерт        |

## Награды и номинации
- 1992 — «Молодая мисс Род-Айленд».
- 1995 — «Мисс Нью-Йорк» и вице-«Мисс США»
- 2001 — Playmate декабрьского номера журнала «Playboy».
- 2005 — номинация на премию «Teen Choice Award» за участие в реалити-шоу «Meet the Barkers».
- 2007 — заняла 96 место в списке «Hot 100 of 2007» журнала «Maxim»[5].